# حدوة الحصان عديدة الثمار
حدوة الحصان عديدة الثمارأو عديدة العلب (باللاتينية: Hippocrepis multisiliquosa) نوع نباتي يتبع جنس حدوة الحصان من الفصيلة البقولية.

## الموئل والانتشار
ينتشر هذا النوع في معظم مناطق شرق وجنوب وغرب حوض البحر الأبيض المتوسط بما فيها المشرق العربي ووادي النيل والمغرب العربي وتركيا واليونان وإسبانيا والبرتغال.